# Гейрангер
Гейра́нгер (норв. Geiranger) — посёлок в Норвегии, расположенный в конце Гейрангерфьёрда в норвежской губернии (фюльке) Мёре-ог-Ромсдал. Население посёлка насчитывает примерно 300 жителей, однако в летние месяцы его население увеличивается семикратно. Жители живут почти исключительно туризмом. Помимо судов пароходства Hurtigruten ежегодно заходит в Гейрангер-фьорд и соответственно в посёлок более ста круизных судов ежегодно. В зимние месяцы фьорд не судоходен, так как с окружающих гор сходят лавины, которые вызывают высокие волны.
Автомобильный паром несколько раз в день курсирует в Хеллесюлт, пересекая фьорд. Пожалуй самый впечатляющий вид на посёлок и фьорд открывается с полуторакилометровой горы Далснибба, куда можно попасть на машине, автобусе, мотоцикле за небольшую плату или бесплатно на велосипеде. 

## История
Вероятно, церковь в Гейрангере существовала уже с 1450 года, однако нынешнее церковное здание датируется лишь 1842 годом. Транспортное сообщение в Гейрангер и из него первоначально осуществлялось в основном по воде. Однако уже в XV веке в летние месяцы существовала горная дорога из Гейрангера в Лом. В 1850-х годах торговое движение на этом маршруте значительно возросло. Так, из Лома в Гейрангер поставляли морилку, березовую кору, соколов, зерно, кожу и деготь. В обратном направлении в Лом перевозили железо, рыбу (прежде всего сельдь), соль и текстиль.
Первым пароходом, достигшим Гейрангера в 1858 году, стал D/S Sunnmöre. В 1867 году Мартинус К. Марок открыл в Гейрангере первую таверну. Частым гостем здесь был Ханс Хагеруп Краг, участвовавший в строительстве норвежских дорог. Важный для этого места туризм начал развиваться с 1869 года. В 1880 году Краг предложил построить дорогу из Гейрангера вверх на Далсниббу, чтобы, в частности, способствовать развитию туризма. 29 ноября 1881 года начались работы на Гейрангерской дороге, в 1882 году был завершен Кнутен (дорожная петля около Гейрангера). Торжественное открытие Гейрангерской дороги состоялось 15 августа 1889 года, однако Ниббевеген (платная частная дорога) на Далсниббу был построен только в 1930-х годах. Параллельно со строительством Гейрангерской дороги в 1885 году был также расширен порт, чтобы предоставить пароходам лучшие возможности для швартовки. Кроме того, Н. П. Вейберг в 1884 году построил отель «Гейрангер». В 1891 году последовал отель «Юнион».
С 1890-х годов и до 1914 года немецкий кайзер Вильгельм II несколько раз посещал Гейрангер.
Туризм продолжал расти. В 1907 году было основано общество Geiranger Skysslag. В нем объединились активные участники местного туристического бизнеса, которые, в частности, организовывали экскурсии для туристов. В 1910 году оно насчитывало уже около 36 членов. Для транспортировки строились собственные конные повозки. Владелец отеля «Юнион», Карл Мьельва I, основал в 1907 году Geiranger Vognfabrik, которая производила конные экипажи, а затем автомобили. С 1911 года началось производство собственных автомобильных кузовов для моделей Opel. Транспортные средства имели от семи до девяти мест. С 1913 года стали выпускаться и автобусы. Было организовано автобусное сообщение через Гротли в Стрюн. Уже в 1920 году в Гейрангере было зарегистрировано 112 туристических судов. В 1920-х и 1930-х годах туризм значительно вырос. Для прибывающих в Гейрангер на кораблях путешественников организовывались экскурсии в близлежащие горы. В пиковые периоды уже в то время для перевозки туристов использовалось более 100 транспортных средств. В 1955 году была открыта Орлиная дорога в Эйдсдал.
По инициативе Карла Мьельвы II в Гейрангере был построен музей Norsk Fjordsenter, который 14 июня 2002 года открыла королева Норвегии Соня.

## Достопримечательности
- Гейрангер-фьорд
- Орлиная Дорога № 63 Ørnevegen
- Далснибба

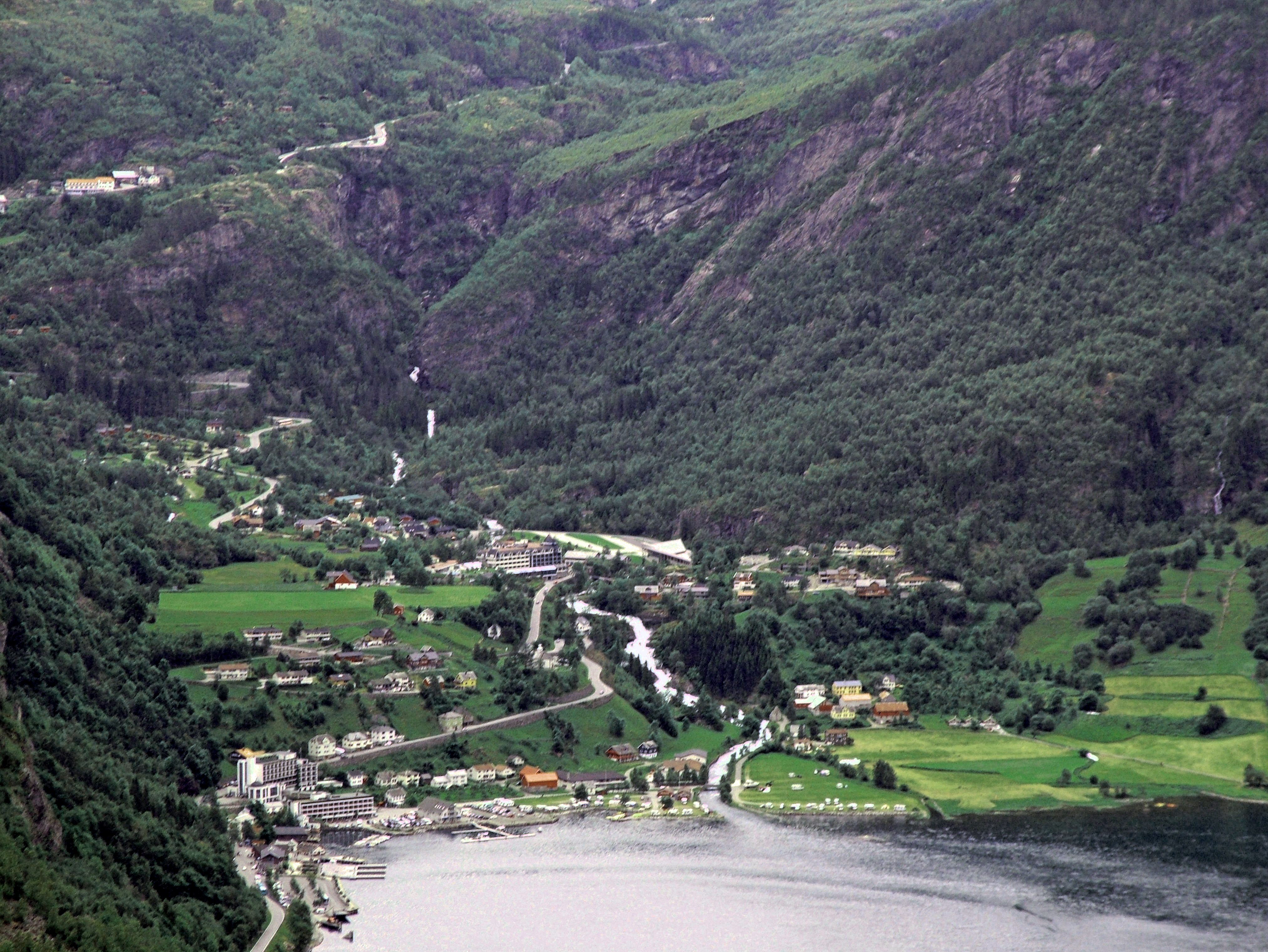
Вид на Гейрангер с Орлиной Дороги
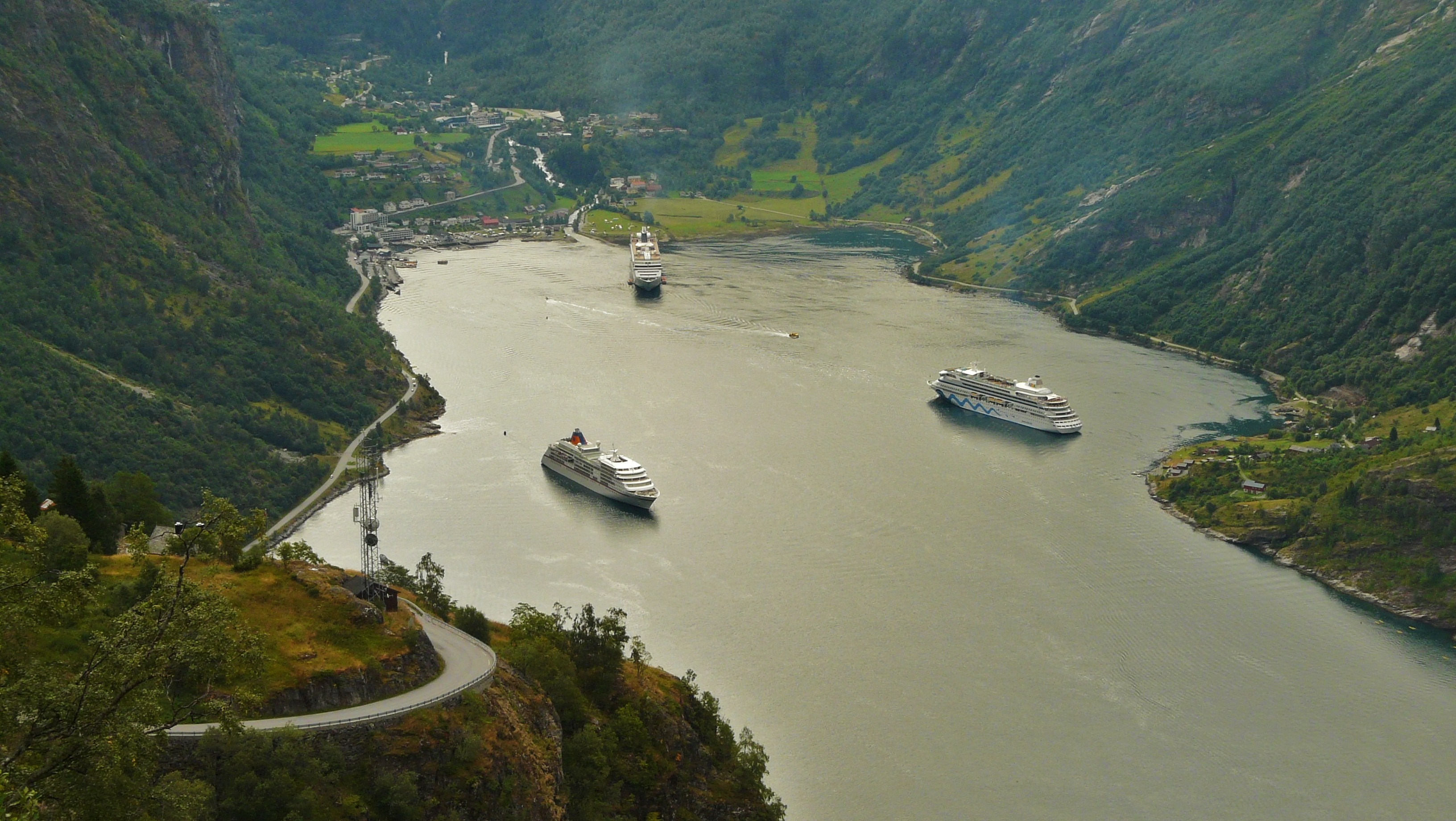
Суда во фьорде
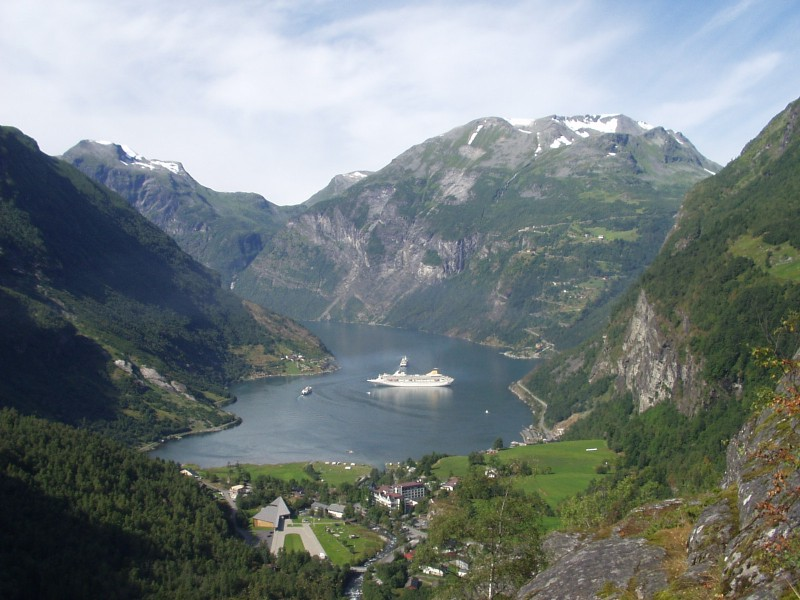
Вид со стороны Флюдалсювет
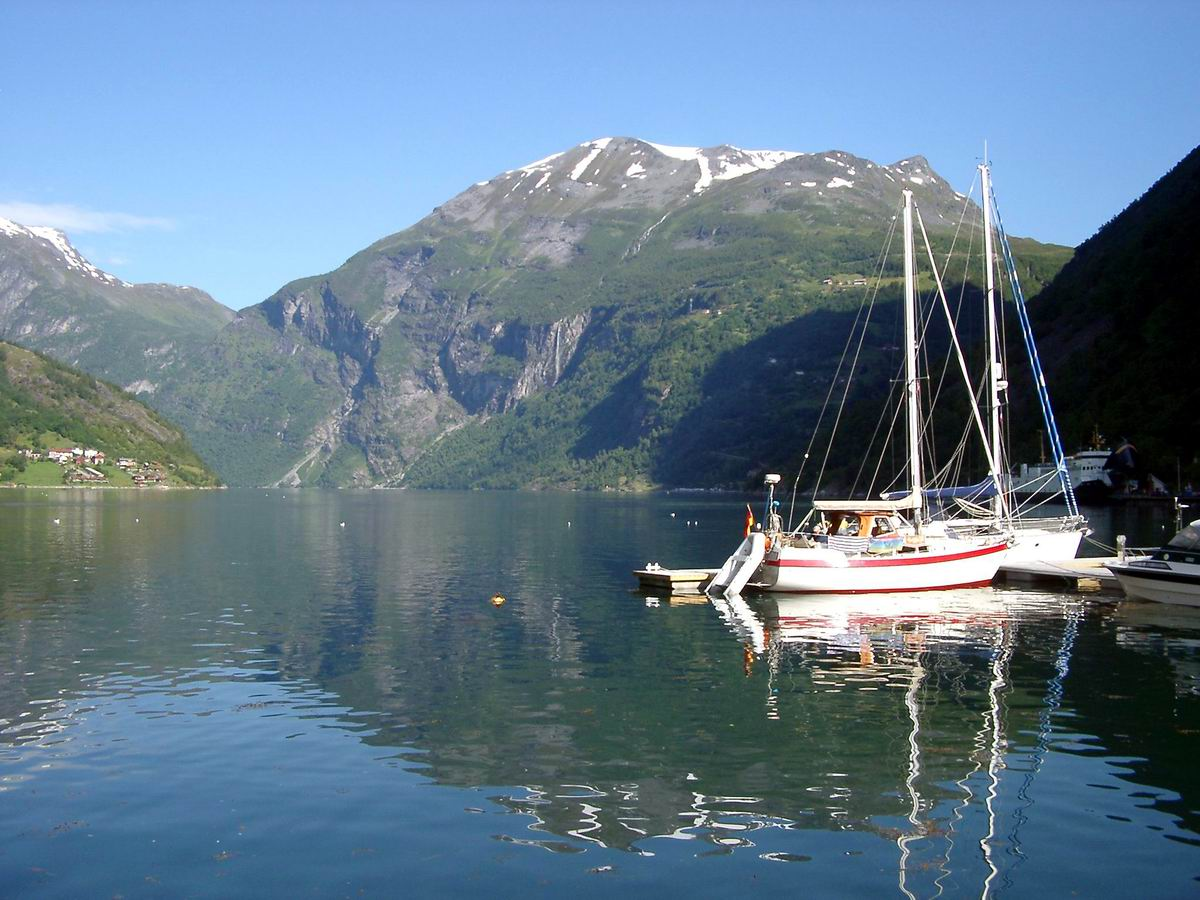
Яхты у причала

## Интересные факты
Поселок Гейрангер стал основным местом событий в норвежском фильме-катастрофе «Волна» 2015 года.